# Бригелла
Бриге́лла (итал. Brighella, фр. Briguelle) — персонаж-маска итальянской комедии дель арте, первый дзанни; один из наиболее старинных персонажей-слуг итальянского театра. Представляет северный (или венецианский) квартет масок, наряду с Арлекином, Панталоне и Доктором.
- Происхождение: бывший крестьянин, уроженец долины Брембана[англ.] близ Бергамо, говорящий на отрывистом, односложном, съедающем окончания бергамском диалекте.
- Занятие: слуга.
- Костюм: полотняная блуза, длинные панталоны, плащ и белая шапочка; костюм белого цвета и обшит зелёными галунами; жёлтые кожаные башмаки. У пояса чёрный кошель, за поясом кинжал (иногда деревянный, но чаще настоящий).
- Маска: волосатая, тёмного цвета с чёрными усами и с чёрной торчащей во все стороны бородой.
- Поведение: ловкий и изворотливый, часто вороватый слуга; развязный с женщинами, наглый со стариками, храбрый с трусами, но услужливый перед сильными; всегда криклив и многоречив. Поначалу злой и безжалостный, к XVIII в. Бригелла становится более мягким и весёлым. Он всегда против стариков, которые мешают молодым жить, любить и добиваться счастья. От актёров, играющих эту маску, требуется умение играть на гитаре и владение элементарными акробатическими трюками.

Маска Бригеллы, хотя и была одной из самых любимых простым зрителем, как правило, находилась на втором плане интриги; недостаток активного действия компенсировался большим количеством вставных трюков (лацци) и музыкальных интермедий. Образы, близкие к Бригелле, присутствуют в комедиях Лопе де Вега и Шекспира; это также Скапен, Маскариль и Сганарель Мольера и Фигаро Бомарше.
Самыми известными исполнителями этой роли были Николо Барбье́ри, выступавший под именем Белтраме, Карло Канту́ (Буффетто) и Франческо Габриэ́лли (Скапино).
На советской сцене роль Бригеллы играли Александр Березняк («Труффальдино из Бергамо», 1976) и Михаил Ульянов («Принцесса Турандот», 1971).

## Галерея
- Актёр Джованни Герарди в роли Флаутино. Гравюра работы Николя Боннара[фр.], 1670-1680-е годы
- Бригелла, статуэтка XVIII в.
- Бригелла, офорт XVII в.
- Карло Канту́ (Буффетто), 1700 г.